# Kosmonautentraum
Kosmonautentraum ist ein 1980 vom Sänger Ziggy XY (eigtl. Michael Jarick) und Schlagzeuger E. K. T. (damals beide bei Der moderne Man) in Hannover gegründetes Musikprojekt mit starker Nähe zu den Genialen Dilletanten aus Berlin (Die Tödliche Doris, Einstürzende Neubauten, Sprung aus den Wolken u. a.). 
Kosmonautentraum veröffentlichte zumeist auf Kassetten und bei ZickZack Schallplatten mit wechselnden Begleitmusikern bis Mitte der 1980er Jahre. Ziggy XY veröffentlichte auch einen Gedichtband mit dem Titel Der Deutsche und gab zusammen mit E. K. T. das Fanzine Heute heraus, das zumeist Collagen und frei erfundene Konzertberichte und Plattenkritiken enthielt.

## Diskografie
- 1980: Immer laut hören (EP, Eigenveröffentlichung / Monogam-Vertrieb)
- 1981: Rache (EP, ZickZack)
- 1982: Liebesmühn (EP, ZickZack)
- 1982: Juri Gagarin (LP, ZickZack)
- 1982: Almenrausch (unter dem Namen Bergtraum, zusammen mit Ralf Hertwig von Palais Schaumburg, ZickZack)
- 1983: Livorno 1956 (EP, ZickZack)
- 1983: Tagediebe (LP, ZickZack)
- 1985: Angst ist mein König (EP, ZickZack)
- 1986: Magdalena (EP, Ulan Bator)
- 1986: Made in CCCP (MC)
- 1986: Ich hör den Musikanten zu (MC, all roads lead to BEATOWN)
- 1987: Schöne Weihnachten (EP, Ulan Bator)
- 2005: Ungehörtes Unerhörtes (LP, Vinyl-on-Demand)